# Příběh služebnice
Příběh služebnice (v anglickém originále The Handmaid's Tale) je americký antiutopický dramatický seriál. Předlohou k seriálu se stala stejnojmenná kniha od Margaret Atwood z roku 1985. Seriál si objednala americká streamovací společnost Hulu. Natáčení první série s deseti díly proběhlo na konci roku 2016. Seriál se odehrává v dystopické budoucnosti po druhé americké občanské válce, kdy Ameriku sužuje neplodnost, a proto zbylé plodné ženy, kterým se říká „služebnice“, jsou násilně nuceny k početí a rození dětí.
První tři díly seriálu měly premiéru 26. dubna 2017 a následujících sedm vycházelo pravidelně každou další středu. V květnu 2017 byla objednána druhá série, která měla premiéru 25. dubna 2018. V květnu 2018 stanice objednala třetí řadu, která měla premiéru 5. června 2019. V červenci roku 2019 byla objednána čtvrtá řada, která měla premiéru 27. dubna 2021. V prosinci roku 2020 bylo oznámeno, že seriál získá pátou řadu, která měla premiéru 19. září 2022. Šestá a zároveň poslední série měla premiéru 8. dubna 2025.
Seriál získal příznivé ohlasy u kritiků a získal osm cen Emmy ze třinácti nominací, včetně kategorie nejlepší dramatický seriál, čímž se stal prvním seriálem vysílaným na streamovací platformě, který získal cenu Emmy v této kategorii. Seriál též vyhrál Zlatý glóbus v kategoriích nejlepší dramatický televizní seriál a nejlepší herečka (Elisabeth Mossová).

## Dějová zápletka
V blízké budoucnosti se míra porodnosti zhroutí v důsledku sexuálně přenosných nemocí a znečištění životního prostředí. V prostředí chaosu vznikne totalitní teokratická vláda, která se nazývá „Gilead“ a působí na území bývalých Spojených států, které byly zničeny během občanské války. Společnost, řízená veliteli hladovějícími po moci, sestává z nového militarizovaného a fanatizovaného režimu. Vytvoří se nové společenské uspořádání, v němž jsou ženy podřízeny mužům a ze zákona nemají právo pracovat, vlastnit majetek, manipulovat s penězi nebo číst. Celosvětová neplodnost vyústila v Gileadu v zatčení několika zbývajících plodných žen, které nazvali „služebnice“, podle extremistické interpretace Starého zákona. Tyto ženy jsou přiděleny do domácností vládnoucí elity, kde musí podstoupit rituální znásilnění od svých pánů, aby mohly otěhotnět a později porodit dítě pro muže a jejich ženy.
June Osborne, přejmenovaná na Offred (Elisabeth Mossová), je služebnicí v domě velitele Freda Waterforda (Joseph Fiennes) a jeho ženy Sereny Joy (Yvonne Strahovski). Offred podléhá přísným pravidlům a neustálému dohledu, nesprávné slovo nebo čin z její strany mohou vést k brutálnímu trestu. Offred, která je pojmenována po svém pánovi stejně jako všechny ostatní služebné, si vzpomíná na svou minulost, kdy byla vdaná, měla dceru, práci, bankovní účet, své vlastní jméno a identitu. Teď jí však nezbývá nic jiného, než se řídit pravidly Gileadu s nadějí, že jednoho dne bude snad žít opět svobodně a shledá se se svou dcerou.

## Obsazení
Hlavní role
| Elisabeth Moss    | June Osborne/Offred     |
| Joseph Fiennes    | velitel Fred Waterford  |
| Yvonne Strahovski | Serena Joy Waterford    |
| Alexis Bledel     | Emily/Ofglen            |
| Madeline Brewer   | Janine/Ofwarren         |
| Ann Dowd          | teta Lydia              |
| O. T. Fagbenle    | Luke Bankole            |
| Max Minghella     | Nick Blaine             |
| Samira Wiley      | Moira                   |
| Amanda Brugel     | Rita                    |
| Bradley Whitford  | velitel Joseph Lawrence |
| Sam Jaeger        | Mark Tuello             |
| Ever Carradine    | Naomi Putnam            |

Vedlejší role
| Jordana Blake       | Hannah Bankole          |
| Stephen Kunken      | velitel Warren Putnam   |
| Tattiawna Jones     | Lillie Fuller/Ofglen #2 |
| Nina Kiri           | Alma/Ofrobert           |
| Bahia Watson        | Brianna/Oferic          |
| Jenessa Grant       | Dolores/Ofsamuel        |
| Edie Inksetter      | teta Elizabeth          |
| Robert Curtis Brown | velitel Andrew Pryce    |
| Kristen Gutoskie    | Beth                    |
| Erin Way            | Erin                    |
| Krista Morin        | Rachel Tapping          |
| Clea DuVall         | Sylvia                  |
| Cherry Jones        | Holly Maddox            |
| Sydney Sweeney      | Eden Blaine             |
| Greg Bryk           | velitel Ray Cushing     |
| Julie Dretzin       | Eleanor Lawrence        |
| Jonathan Watton     | velitel Matthew Calhoun |
| Elizabeth Reaser    | Olivia Winslow          |
| Mckenna Grace       | Esther Keyes            |
| Jeananne Goossen    | teta Ruth               |
| Jason Butler Harner | velitel Mackenzie       |
| Rossif Sutherland   | Ezra Shaw               |
| Genevieve Angelson  | Alanis Wheeler          |
| Lucas Neff          | Ryan Wheeler            |

## Vysílání
| Řada | Díly | Premiéra na Hulu | Premiéra na Hulu  |
| Řada | Díly | První díl        | Poslední díl      |
| ---- | ---- | ---------------- | ----------------- |
| 1    | 10   | 26. dubna 2017   | 14. června 2017   |
| 2    | 13   | 25. dubna 2018   | 11. července 2018 |
| 3    | 13   | 5. června 2019   | 14. srpna 2019    |
| 4    | 10   | 27. dubna 2021   | 16. června 2021   |
| 5    | 10   | 14. září 2022    | 9. listopadu 2022 |